# Uloborus
Uloborus este un gen de păianjeni araneomorfi care include 72 de specii descrise. Majoritatea speciilor apar în zonele tropicale și subtropicale, puține specii se întâlnesc în America de Nord și Europa. Acești păianjeni nu au glande veninoase. Ei construiesc o pânză, de 30 cm în diametru, rotundă orizontală având și stabilimentum - benzi îngroșate de mătase. Se presupune că acestea au rol protector, păianjenul aflându-se pe stabilimentum este rareori văzut de prădători.